# Stara Rijeka (Sanski Most)
Pour les articles homonymes, voir Stara Rijeka.
Stara Rijeka (en serbe cyrillique : Стара Ријека) est un village de Bosnie-Herzégovine. Il est situé dans la municipalité de Sanski Most, dans le canton d'Una-Sana et dans la fédération de Bosnie-et-Herzégovine. Selon les premiers résultats du recensement bosnien de 2013, il abrite une population inférieure ou égale à 10 habitants.
Avant la guerre de Bosnie-Herzégovine, le village faisait entièrement partie de la municipalité de Sanski Most ; après la guerre, son territoire a été partiellement rattaché à la municipalité d'Oštra Luka nouvellement créée et intégrée à la république serbe de Bosnie.

## Démographie

### Évolution historique de la population dans la localité
| 1948 | 1953 | 1961  | 1971  | 1981 | 1991 | 2013 |
| ---- | ---- | ----- | ----- | ---- | ---- | ---- |
| -    | -    | 1 173 | 1 052 | 918  | 674  | ≤ 10 |

|  |

### Communauté locale
En 1991, la communauté locale de Stara Rijeka comptait 1 026 habitants, répartis de la manière suivante :